# OŚ AZS Szczecin
OŚ AZS Szczecin – jednostka organizacyjna Akademickiego Związku Sportowego z siedzibą w Szczecinie. Jest jedną z 17 organizacji środowiskowych AZS działających na terenie kraju.

## Barwy i gryf
Jednostka używa barw, flagi i znaków organizacyjnych AZS. Barwami jednostki są: kolor biały i bordowy. Godłem jednostki jest biały gryf na bordowym polu.

## Działalność
OŚ AZS Szczecin działa w środowisku młodzieży akademickiej i szkolnej na terenie województwa zachodniopomorskiego.
W OŚ AZS Szczecin zrzeszone są kluby uczelniane AZS oraz środowiskowe sekcje sportowe AZS województwa zachodniopomorskiego.

## Zrzeszane jednostki

### Kluby uczelniane
- AZS AM Szczecin
- AZS Pomorskiego Uniwersytetu Medycznego
- AZS Uniwersytet Szczeciński
- AZS ZUT Szczecin

### Sekcja środowiskowa
- Jacht Klub AZS Szczecin

### Wyczynowa sekcja wioślarska
Istnieje od 1948 (z przerwą w latach 1950-1953). Sześciu jej reprezentantów wystąpiło na siedmiu igrzyskach olimpijskich (w latach: 1980, 1992, 1996, 2000, 2004, 2008 oraz 2012). Dwóch z nich – Marek Kolbowicz i Konrad Wasielewski zostali mistrzami olimpijskimi. 